# 中国驻利比里亚大使馆
中华人民共和国驻利比里亚共和国大使馆（英語：Embassy of the People's Republic of China in the Republic of Liberia），简称中国驻利比里亚大使馆，是中华人民共和国驻利比里亚的外交代表机构。

## 机构设置
中国驻利比里亚大使馆设置下列机构：
- 经商处
- 领事部
- 办公室